# 제31회 영국 아카데미 영화상
제31회 영국 아카데미 영화상은 1977년의 최고의 영화를 기리기 위해 1978년에 열린 시상식이다.

## 수상

### 작품상
- 애니 홀 수상

### 데이빗 린 상
- 애니 홀 - 우디 앨런 수상

### 칼 포먼 상
- 이자벨 위페르 수상

### 남우주연상
- 네트워크 - 피터 핀치 수상

### 여우주연상
- 애니 홀 - 다이안 키튼 수상

### 남우조연상
- 머나먼 다리 - 에드워드 폭스 수상

### 여우조연상
- 웰컴 투 LA - 제랄딘 채플린 수상

### 각본상
- 애니 홀 - 우디 앨런 수상

### 편집상
- 애니 홀 - 랠프 로젠블럼 수상

### 촬영상
- 머나먼 다리 - 죠프리 언스워스 수상

### 음향상
- 머나먼 다리 - Peter Horrocks 수상

### 의상상
- Danilo Donati 수상

### 프로덕션디자인상
- Danilo Donati 수상

### 안소니 아스퀴스상
- 머나먼 다리 - 존 애디슨 수상

### 특별상
- Bill Mason 수상

## 같이 보기
- 제50회 아카데미상
- 제3회 세자르상
- 제30회 미국 감독 조합상
- 제35회 골든 글로브상
- 제30회 미국 작가 조합상